# Staatsoper Unter den Linden

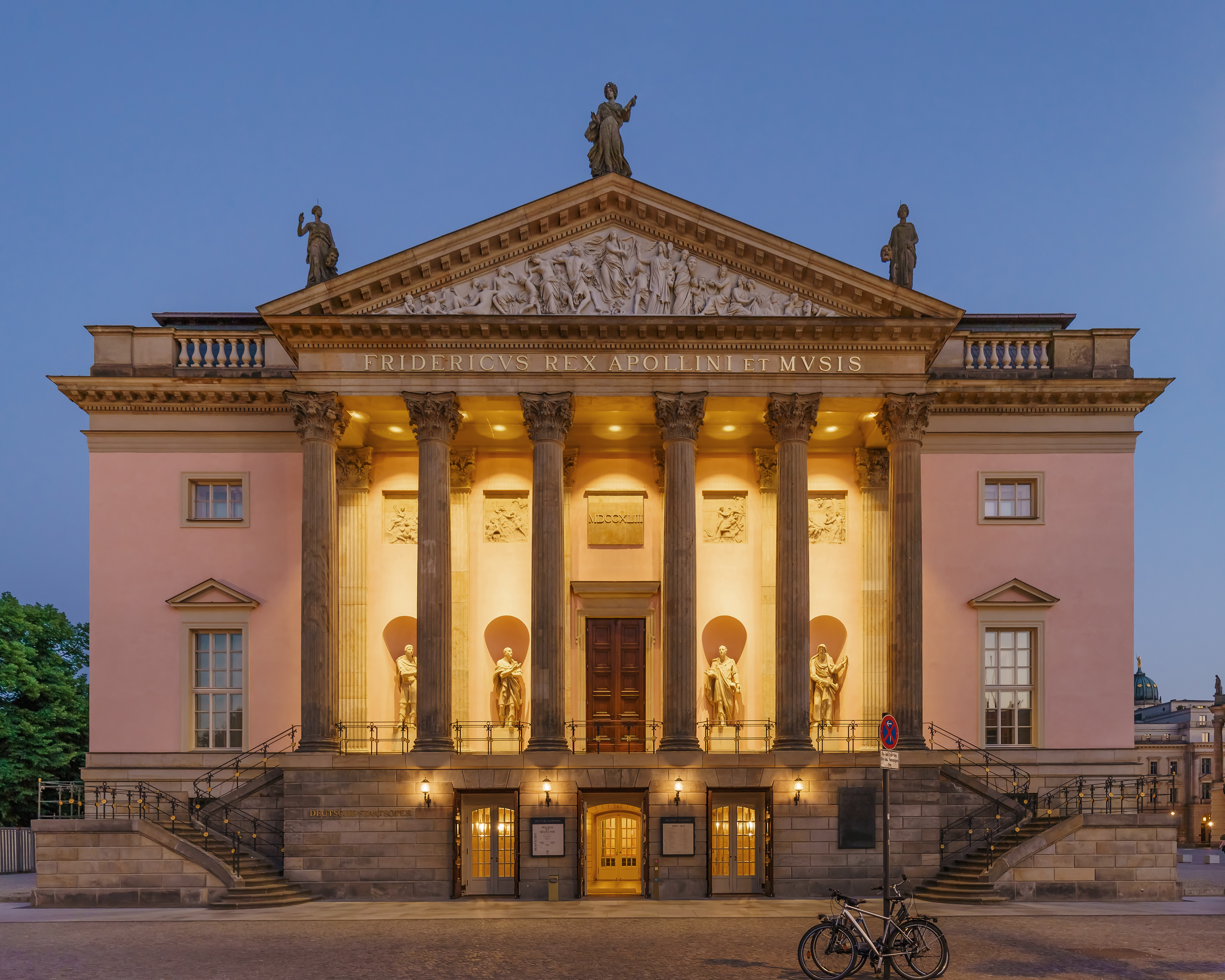
Opernhaus, Spielstätte der Staatsoper Unter den Linden, 2018

Logo des Ensembles

Das Opernhaus an der Prachtstraße Unter den Linden im Berliner Ortsteil Mitte ist die Spielstätte der Staatsoper Unter den Linden. Es wurde 1741 bis 1743 im Auftrag König Friedrichs des Großen nach Plänen Georg Wenzeslaus von Knobelsdorffs im Stil des Rokoko errichtet. Im Zweiten Weltkrieg ausgebrannt, wurde das Opernhaus 1951 bis 1955 nach Plänen Richard Paulicks als Teil des Forum Fridericianum wiederaufgebaut.

## Geschichte

### Namen
Das Opernhaus war die Spielstätte folgender Ensembles: Königliche Oper (1742–1918), Preußische Staatsoper (1918–1945), Deutsche Staatsoper (1955–1990). Seit 1990 ist es die Spielstätte der Staatsoper Unter den Linden. Umgangssprachlich wurden und werden sowohl die Spielstätte als auch das Ensemble Lindenoper genannt.

### Königliche Oper

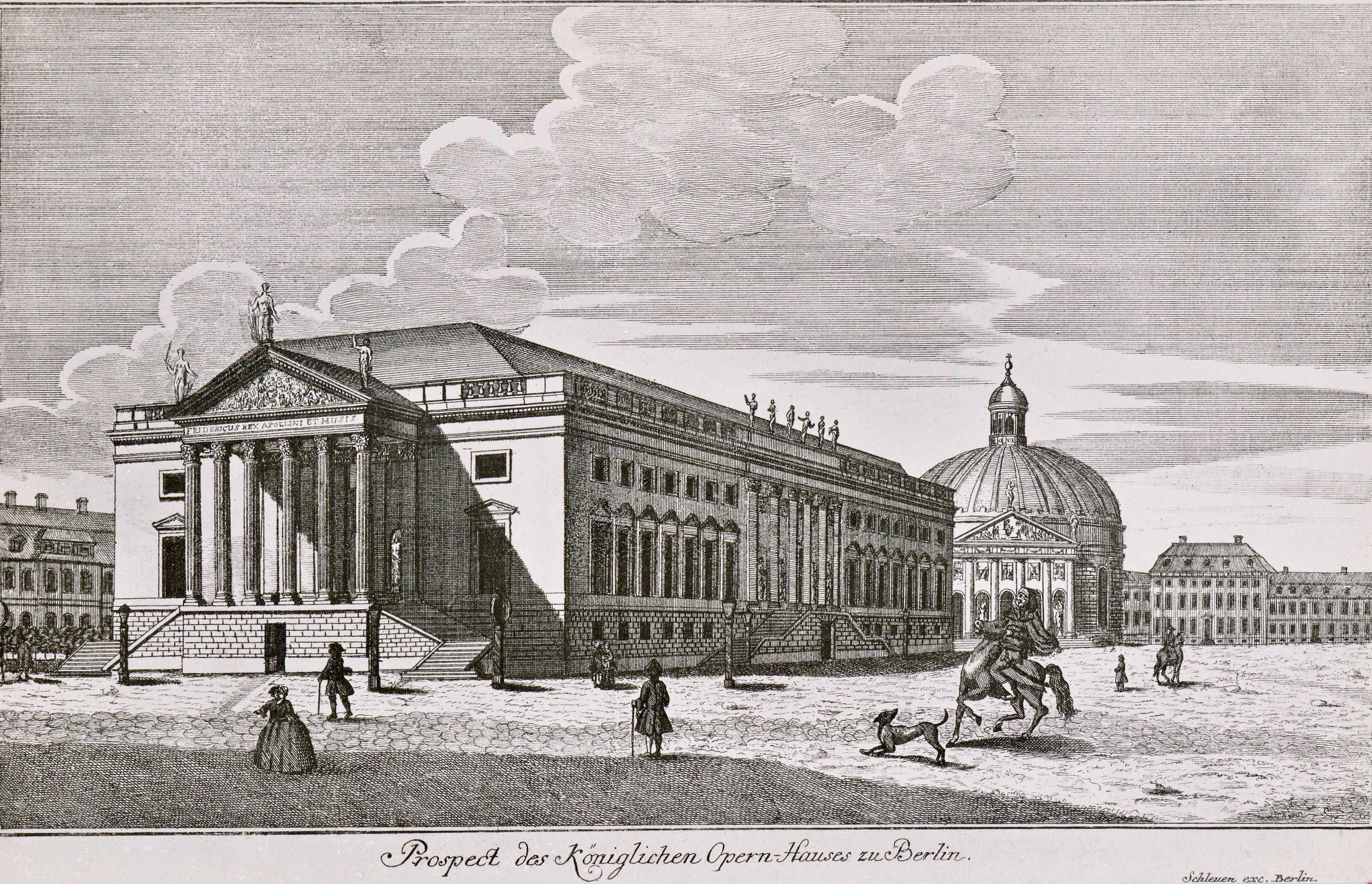
Prospect des Königlichen Opern-Hauses, Stich nach Georg Wenzeslaus von Knobelsdorff, 1743

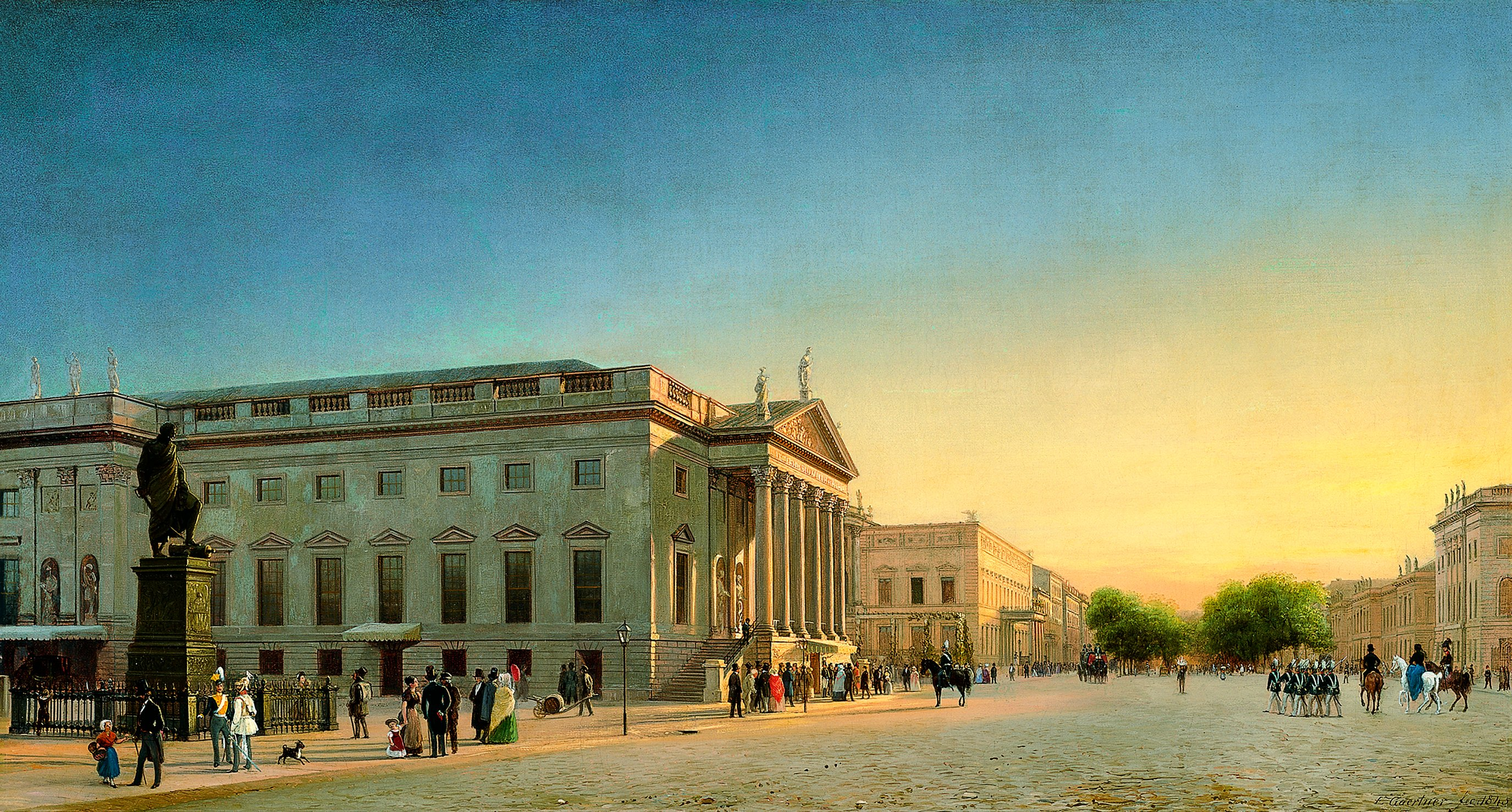
Ansicht der Königlichen Oper und Unter den Linden, Gemälde von Eduard Gaertner, 1845

Gleich zu Beginn seiner Regierungszeit beauftragte der preußische König Friedrich II., bekannt als Friedrich der Große, im Mai 1740 seinen Hofarchitekten Georg Wenzeslaus von Knobelsdorff mit der Planung eines Königlichen Opernhauses, dessen Grundsteinlegung im September 1741 erfolgte. Als Bauplatz wählte der König ein Festungsgelände in der Nähe des von ihm bewohnten Kronprinzenpalais. Durch den für die damalige Zeit ungewöhnlichen Bau außerhalb des Königlichen Schlosses an der Prachtstraße Unter den Linden – zuvor waren Theater immer innerhalb fürstlicher Residenzen erbaut worden – entstand das erste eigenständige und damals größte Theatergebäude Europas als kultureller Ausdruck der Ideen der Aufklärung. Der britische Architekturhistoriker Michael Forsyth bezeichnete das Berliner Opernhaus folglich als das „erste bedeutende Theater überhaupt, das als monumentales, frei stehendes Bauwerk in einer Stadt errichtet wurde“. Architektonische Vorbilder waren unter anderem Andrea Palladios Villa La Rotonda bei Vicenza in Italien und Colen Campbells Stourhead House in England, gut ablesbar an der Schauseite. Das als Langhaus konzipierte Gebäude verfügt über den Apollosaal (Bankettsaal, Foyer), den Theatersaal (Zuschauerraum, Ballsaal) und den Korinthischen Saal (Bühne und Konzertsaal). Am Portikus verkündete die lateinische Widmungsinschrift FRIDERICVS REX APOLLINI ET MVSIS („König Friedrich Apoll und den Musen“). Ursprünglich sollte das Opernhaus den östlichen Abschluss eines monumentalen Residenzplatzes beiderseits der Prachtstraße Unter den Linden bilden; diese Pläne wurden jedoch nicht umgesetzt. Nach dem Kronprinzen-, dem Prinzessinnenpalais und dem Zeughaus war das Königliche Opernhaus der vierte Prachtbau Unter den Linden; es gehört zu den Hauptwerken des Friderizianischen Rokoko.
Noch vor der endgültigen Fertigstellung wurde das neue Opernhaus am 7. Dezember 1742 eröffnet. Ab 1755 wurde die Konzerttätigkeit der Hofkapelle in der Stadt zunehmend bedeutsam. Im Jahr 1786 beauftragte Friedrich Wilhelm II. den späteren Architekten des Brandenburger Tores, Carl Gotthard Langhans, mit einem Umbau des Bühnenraums und der Seitenbühne, um mehr Platz hinter der Bühne zu schaffen. Zusätzlich wurden die Sichtverhältnisse aller Sitze durch Neuausrichtung der Seitenlogen und die Verbreiterung der Bühnenöffnung verbessert. Außerdem wurde das veraltete Konzept der aufeinander folgenden Säle durch das Gegenüber von Zuschauerraum und Bühne abgelöst. Anlässlich eines Benefizkonzertes zugunsten der Witwe von Wolfgang Amadeus Mozart erklangen erstmals Ausschnitte seiner Opern in – für das Bürgertum verständlicher – deutscher Sprache. Unter der Leitung von Generaldirektor August Wilhelm Iffland vereinigten sich am 18. Juni 1811 die Königliche Oper und das Königliche Nationaltheater zu den Königlichen Schauspielen. Wenig später, unter dem ersten preußischen Generalmusikdirektor Gaspare Spontini, hatte die preußische Hofkapelle 94 Musiker unter Vertrag. Spontini sorgte für eine erhebliche Verbesserung der Qualität des Orchesters und richtete darüber hinaus einen Fonds für in Not geratene Kapellmitglieder ein. Am 18. Juni 1821 wurde Carl Maria von Webers Freischütz in dem von Karl Friedrich Schinkel erbauten Schauspielhaus am Gendarmenmarkt uraufgeführt. Wegen der zunehmenden Größe von Chören in den Opernkompositionen wurden im selben Jahr die ersten Chorsänger fest engagiert. 1842 begründete Gottfried Wilhelm Taubert die Reihe der Sinfoniekonzerte, deren Leitung im ersten Jahr Felix Mendelssohn Bartholdy übernahm. Im selben Jahr wurde Giacomo Meyerbeer Nachfolger von Gaspare Spontini als Generalmusikdirektor.
In der Nacht vom 18. zum 19. August 1843 brannte das Opernhaus bis auf die Grundmauern ab. König Friedrich Wilhelm IV. beschloss den sofortigen Wiederaufbau nach den alten Plänen Knobelsdorffs. Unter der Leitung des Architekten Carl Ferdinand Langhans wurde das Opernhaus bereits nach etwas mehr als einem Jahr mit Giacomo Meyerbeers Ein Feldlager in Schlesien neu eröffnet. Als bedeutendste Neuerung entstand der großzügige Zuschauerraum mit vier Rängen und annähernd 1800 Plätzen. Weitere Verbesserungen waren die Verbreiterung des Bühnenhauses, ein neues Giebelrelief sowie technische Erneuerungen. Das Giebelrelief wurde 1844 von Ernst Rietschel in Zinkguss geschaffen und stellt die Musik im Kreise der Künste dar. 1847 wurde Otto Nicolai Dom- und Hofoper-Kapellmeister. Zwei Jahre später dirigierte er seine Uraufführung der Oper Die lustigen Weiber von Windsor. Zum Ende des Jahrhunderts wurde sowohl das Opernhaus als auch die Hofkapelle zunehmend interessant für bedeutende Künstler. Durch die Verpflichtung von Richard Strauss als Hofkapellmeister und solchen Dirigenten wie Joseph Sucher, Karl Muck und Felix von Weingartner wuchs dem Orchester internationales Renommee zu. Darüber hinaus fanden im Opernhaus regelmäßig Bälle statt.
Noch während der Architekturwettbewerbe für ein größeres Neues Königliches Opernhaus gegenüber des Reichstags, erhielt die Knobelsdorffsche Oper 1912 zur Erweiterung der Inszenierungsmöglichkeiten einen provisorischen Bühnenturm. Diese Maßnahme wurde seinerzeit als unsensibler baulicher Eingriff erachtet, so würde der Turm insbesondere die benachbarte Hedwigskirche durch seine Baumasse erdrücken.

### Preußische Staatsoper

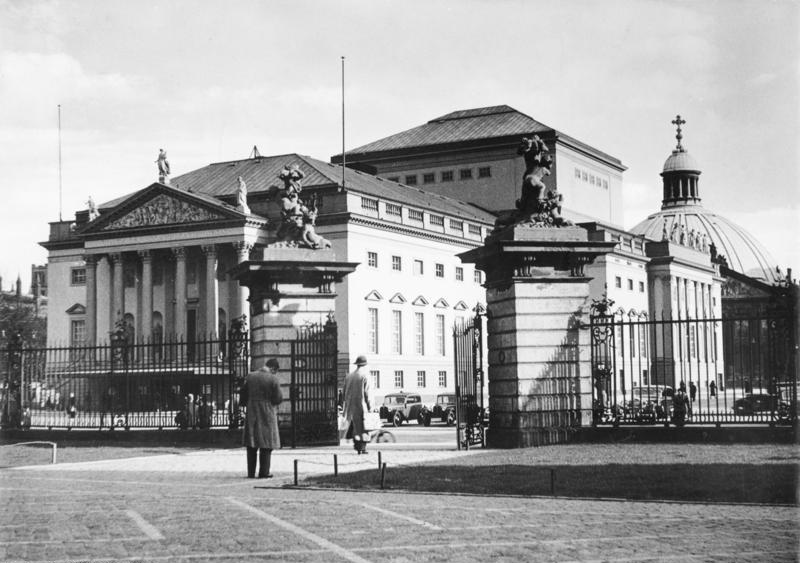
Preußische Staatsoper, 1936

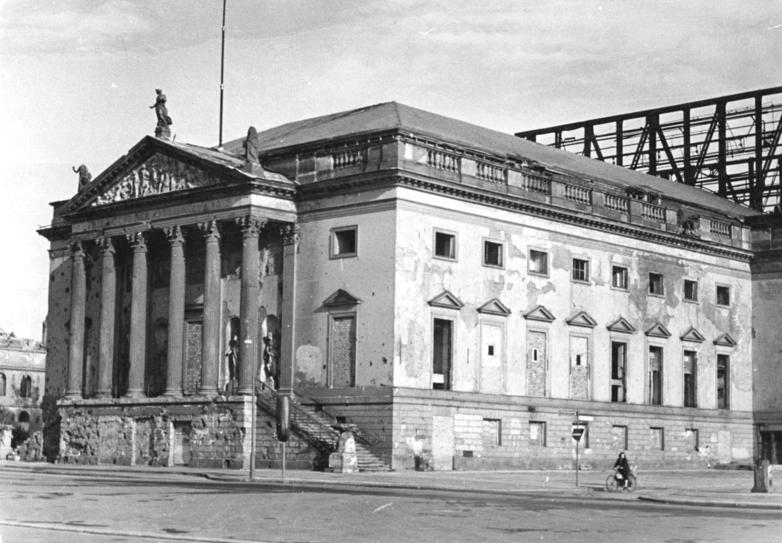
Nach der Zerstörung, 1951

Mit der Gründung des parlamentarisch-demokratischen Freistaates Preußen im Jahr 1918 bildeten die Staatsoper Berlin im Opernhaus Unter den Linden und das Staatsschauspiel Berlin im Schauspielhaus am Gendarmenmarkt zusammen die Preußischen Staatstheater, die von einem Generalintendanten geleitet wurden und dem Preußischen Ministerium für Wissenschaft, Kunst und Volksbildung unterstellt waren.
Von 1919 bis 1939 war die Staatsoper die Wirkungsstätte des Bühnenbildners Panos Aravantinos. 1925 wurde Alban Bergs Wozzeck unter Erich Kleiber in Anwesenheit des Komponisten uraufgeführt. Als Assistent von Kleiber fungierte von 1921 bis 1925 der Komponist Dimitri Mitropoulos. In den Jahren 1926 und 1927 wurde das Gebäude unter Leitung des Architekten Otto Hodler umgebaut, unter anderem weil es neue Seitenbühnen erhalten sollte. Dazu wurde der Bühnenturm unterfangen, wodurch ein rascherer Kulissenwechsel nach modernen Regieanforderungen ermöglicht wurde. Das bauzeitliche architektonische Gefüge der Oper wurde durch die neuen Seitenbühnen aufgebrochen und die städtebaulichen Beziehung zu den umliegenden Bauwerken maßgeblich verändert. Die Hauptbühne wurde technisch neu strukturiert, unter anderem durch den Einbau von Doppelstockpodien, einer hydraulischen Obermaschinerie und fahrbaren Seitenbühnenwagen. Gleichzeitig wurde die Kroll-Oper mitbespielt und zeitweise als Ausweichspielstätte genutzt. Die Wiedereröffnung des umgebauten Opernhauses fand im Jahr 1928 mit einer Neuinszenierung der Zauberflöte statt. Einhergehend mit dem Umbau erfolgte eine Neugestaltung des Kaiser-Franz-Joseph-Platzes, bei der die Westrampe des 1916 eröffneten Lindentunnels verfüllt wurde.
Während der Zeit des Nationalsozialismus unterstand das Opernhaus als Preußisches Staatstheater dem Ministerpräsidenten Hermann Göring. Jüdische Sänger, Musiker, Dirigenten und andere Mitarbeiter wurden aus dem Hause gedrängt. Der Dirigent Wilhelm Furtwängler setzte sich nachweislich für jüdische Musiker ein und versteckte unter hohem persönlichen Risiko einige von ihnen in seiner Wohnung. Im Zweiten Weltkrieg erlitt das Gebäude am 10. April 1941 durch einen alliierten Luftangriff der Royal Air Force schwere Schäden. Der Wiederaufbau begann auf Befehl Adolf Hitlers sofort zwecks Demonstration ungebrochener Kampfmoral. Am 12. Dezember 1942 konnte das im Innern verändert wiederaufgebaute Haus seine 200-Jahr-Feier mit der Aufführung von Wagners Meistersinger von Nürnberg unter Wilhelm Furtwängler begehen. Der zweite Luftangriff vom 3. Februar 1945 zerstörte das Bühnenhaus und Teile des Zuschauersaals. Der Portikus und der zum Foyer umgestaltete Apollosaal blieben dabei weitgehend unversehrt.

### Deutsche Staatsoper

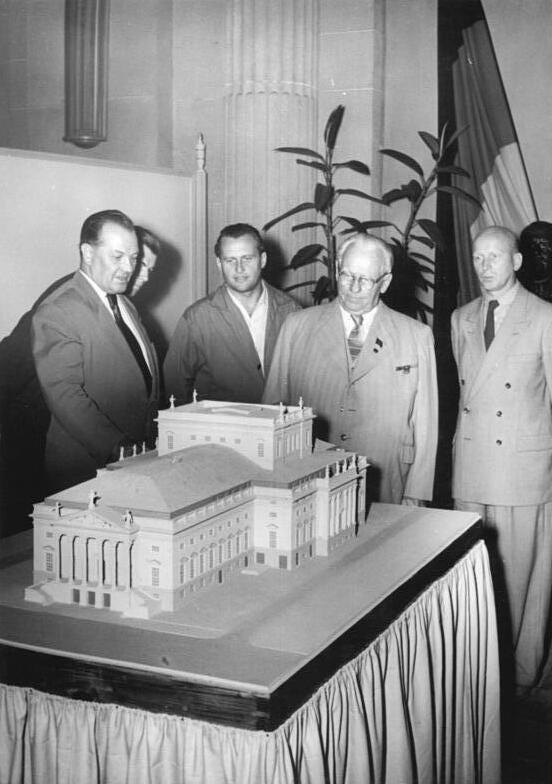
Richard Paulick am Modell der Deutschen Staatsoper, 1955

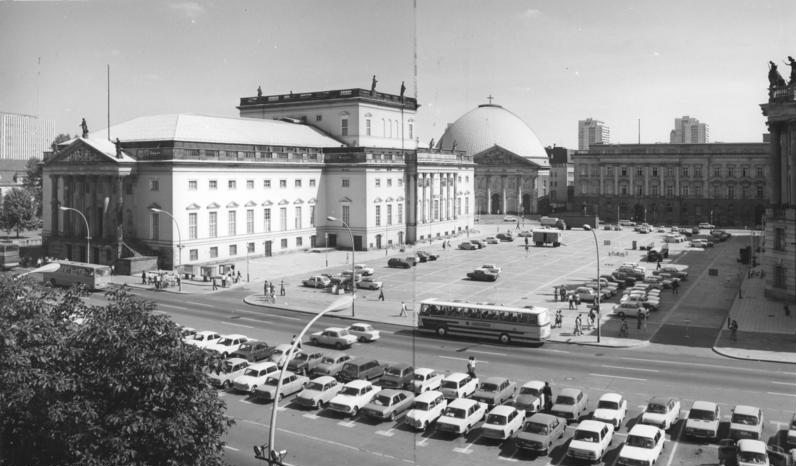
Nach dem Wiederaufbau, 1979

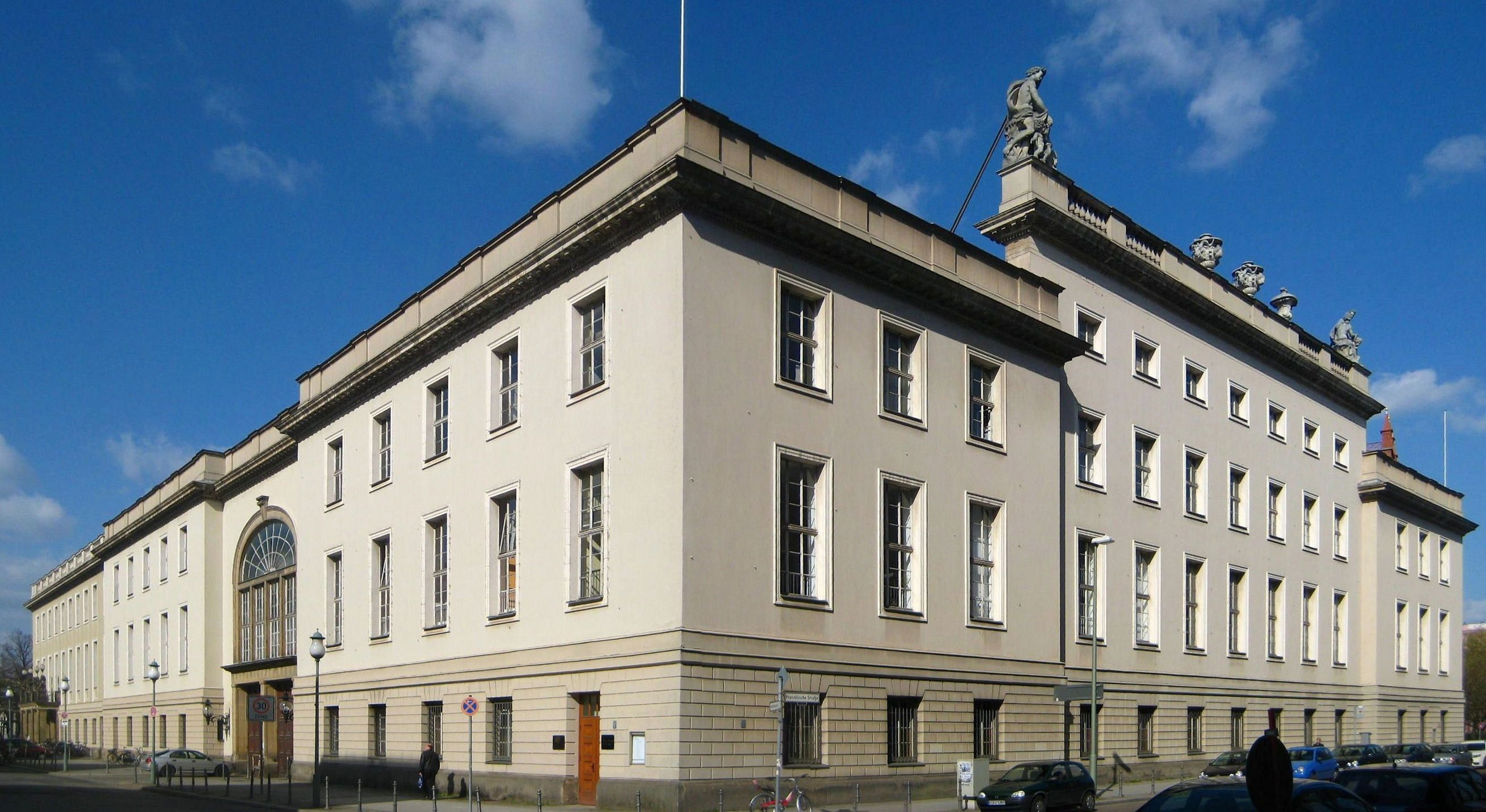
Verwaltungs- und Magazingebäude der Staatsoper, errichtet 1952–55

Nach dem Zweiten Weltkrieg diskutierte der Ost-Berliner Magistrat über eine Umnutzung des Opernhauses zur Musikhochschule oder über einen Abriss. Im Jahr 1951 wurde entschieden, es wieder aufzubauen. Während der Re- und Neukonstruktion diente der Admiralspalast weitestgehend als Ausweichspielstätte. Da das Intendanzgebäude im Zuge der Renovierungsarbeiten vergrößert werden sollte und somit in die Bauflucht des Ostastes des Lindentunnels ragte, wurde dieser 1951 stillgelegt. Am 11. April 1953 wurde Unter den Linden Richtfest gefeiert. Inzwischen war Kleiber wegen seiner Zusage, die musikalische Leitung im wiedererrichteten Opernhaus zu übernehmen, in der westlichen Öffentlichkeit unter politischen Druck geraten. Dass auf dem Portikus die Inschrift „DEUTSCHE STAATSOPER“ statt wie bisher die Widmung „FRIDERICVS REX APOLLINI ET MVSIS“ („König Friedrich Apoll und den Musen“) prangen sollte, bot ihm den willkommenen Anlass, dem vom Ost-West-Konflikt geprägten Berliner Kulturleben den Rücken zu kehren. Das Haus wurde am 4. September 1955 mit einer festlichen Aufführung der Meistersinger von Nürnberg unter der Leitung von Franz Konwitschny wiedereröffnet.
Die Aufbauarbeiten standen unter der Leitung von Richard Paulick. Er vertrat die konzeptionelle Auffassung, dass sich die Arbeiten am bauzeitlichen Entwurf und Stil zu orientieren haben und notwendige Modernisierungen bei der Gebäudeausstattung im Geist von Knobelsdorff ausgeführt werden müssen. 
Die bauliche Grundlage für Paulick war ein teilweise schwer zerstörtes Opernhaus, das durch den inneren Umbau von 1843, den ergänzten Bühnenturm von 1912, die neuen Seitenbühnen von 1926–1928 und die Umbauarbeiten im Innenraum 1942 deutliche Veränderungen zum bauzeitlichen Zustand aufwies. Willy Kurth, den Paulick als „besten heutigen Knobelsdorffkenner“ bezeichnete, unterstützte den Architekten als Kunstsachverständiger.
In seinem Erläuterungsbericht stellte Paulick fest, dass die Wiederherstellung der Oper „im Stile Knobelsdorff’scher Tradition“ und sie gleichzeitig zum „repräsentativen Deutschen Opernhaus zu machen“ einen „unlösbaren Widerspruch“ bergen würde. Abweichungen vom bauzeitlichen Entwurf seien insbesondere bühnentechnisch unvermeidbar. Die in den 1920er Jahren ergänzten Seitenbühnen blieben somit in ihrer konzeptionellen Form erhalten. Zudem entwickelte er einen neuen Entwurf für den bereits abgetragenen Bühnenturm, der nun weniger hoch war und sich stilistisch in die historische Architektur der Oper einfügte. Die Statuen auf der Attika führte Arminius Hasemann aus.
Während Paulick zunächst plante, den Apollosaal in den mit Hermen und Karyatiden besetzten bauzeitlichen Zustand zurückzuversetzen, entschied er sich letztlich für einen neuen Entwurf im Sinne der schöpferischen Denkmalpflege. Der neue Saal orientierte sich in beinahe allen Entwurfsdetails am Parolesaal und dem Marmorsaal, die Knobelsdorff für Schloss Sanssouci in Potsdam entworfen hatte. Der Wiederaufbau des Raumes erfolgte zwischen 1950 und 1955. Die etwa 22 m × 12 m messende Fußbodenintarsie ist eine originalgetreue Kopie des Ovals im Marmorsaal und kam zwischen 1953 und 1954 in Regie der Saalburger Marmorwerke zur Ausführung. Weil der Betrieb keine Kriegsschäden hatte, war er zu diesem ungewöhnlichen Projekt in der Lage. Die Basis bilden zwei Zentimeter starke Grundsegmente aus dem weißen Laaser Marmor, die zwecks besserer Stabilität mit drei Zentimeter starken Travertinplatten unterklebt wurden. Zur Einbringung der Natursteininkrustationen (Ornamente) mussten im Laaser Marmor Vertiefungen von etwa fünf Millimeter Tiefe in präziser Handarbeit herausgearbeitet werden. Alle Bestandteile des Fußbodens sind auf Basis einer vorherigen Zeichnung und nachfolgender Schablonenfertigung mit einer Konturenmaßhaltigkeit unter einem Millimeter gearbeitet. Für die farbigen Ornamentteile wurden ausschließlich Natursteine verwendet. Bei den Kalksteinen sind das die Werksteinsorten Fischersdorf, Grafenstein, Kapfenberg, Napoléon (zwei Sorten), Ramello Rosso und Saalburg Buntrosa. Ferner wurden die Marmore Giallo di Siena und Green of Styra sowie der Serpentinit Verde Alpi verwendet. Die technisch-künstlerische Leitung dieses sehr aufwändigen Projektes lag in den Händen des Saalburger Bildhauers Oskar Schulz, der die Hauptarbeit an den Ornamenten leistete. Dabei unterstützten ihn die Steinmetze F. Heinel (aus Schleiz), A. Bayer und H. Ortwig. Auch Werkstätten in Berlin, Dresden und Magdeburg waren beteiligt. Zeitgleich entstand auf dem ehemaligen Grundstück des Berliner Kassenvereins das Verwaltungs- und Magazingebäude der Oper als vollständiger Neubau nach Paulicks Entwürfen. Die Architektur orientierte sich auch hier am Geiste von Knobelsdorff.
Der für sozialistische Verhältnisse ungewöhnlich prachtvolle Zuschauerraum mit seinen nunmehr nur drei Rängen kann als ein Zeugnis für das kulturelle Selbstverständnis der frühen 1950er Jahre gesehen werden. Die 1955 erfolgte Benennung Deutsche Staatsoper sollte nach außen den gesamtdeutschen Anspruch der DDR vertreten. Durch den Mauerbau 1961 konnten die Kollegen aus dem Westteil der Stadt, die bis dahin im Ostteil als Grenzgänger beschäftigt waren, nicht mehr in der Deutschen Staatsoper mitwirken. Um die Tradition des Ensembles zu retten, wurden Musiker anderer Orchester und Absolventen aller vier Musikhochschulen der DDR nach Berlin beordert, der Chor eines DDR-Folklore-Ensembles sowie Absolventen der DDR-Ballettschulen und Solisten aus den osteuropäischen Volksrepubliken wurden in das Staatsopern-Ensemble übernommen. Unter der Leitung von Otmar Suitner von 1964 bis 1990 und Heinz Fricke (Generalmusikdirektor 1961–1992) entwickelte sich die Deutsche Staatsoper zu einem vielbeachteten Ensemble in Europa. Kontinuierliche Plattenproduktionen und Gastspiele in östlichen und westlichen Ländern Europas sowie auf anderen Kontinenten legen Zeugnis davon ab. Mitte der 1980er Jahre kehrte, wie schon zuvor das Reiterstandbild Friedrichs des Großen, bei einer Sanierung des Hauses die ursprüngliche Inschrift „FRIDERICVS REX APOLLINI ET MVSIS“ am Portikus anstelle von „DEUTSCHE STAATSOPER“ in den Boulevard Unter den Linden zurück.

### Staatsoper Unter den Linden

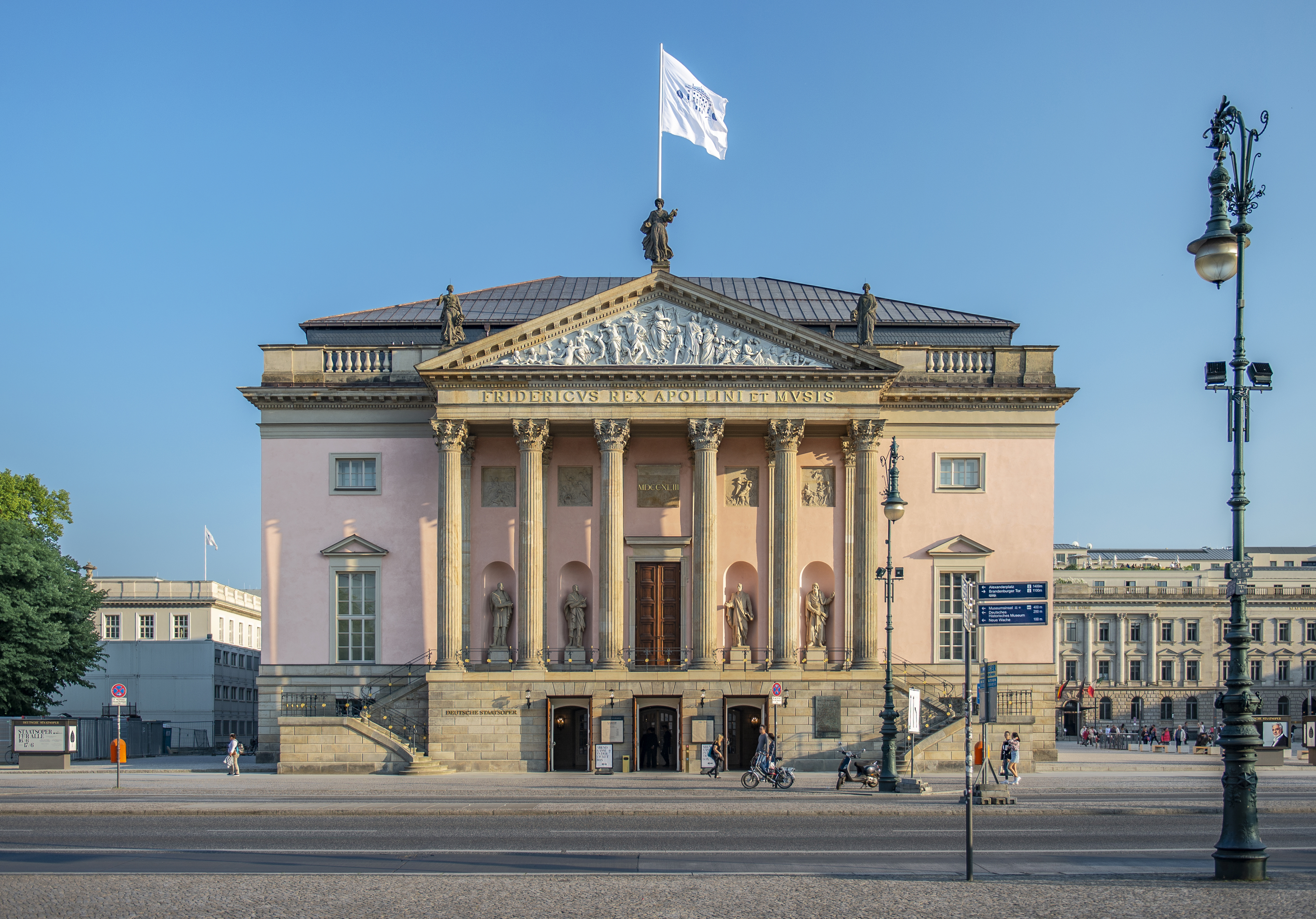
Außenansicht der Staatsoper, 2018

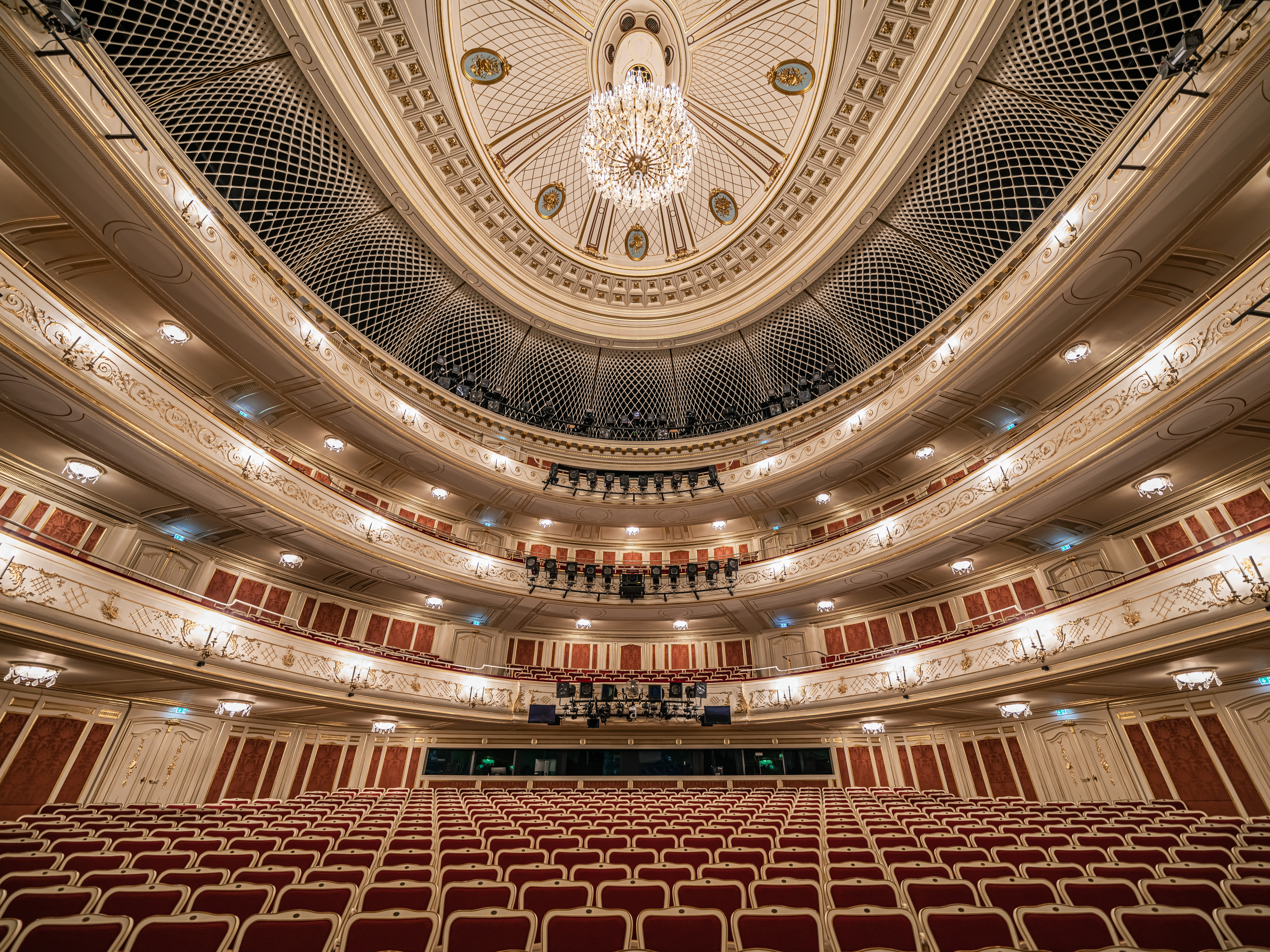
Innenansicht der Staatsoper, 2021

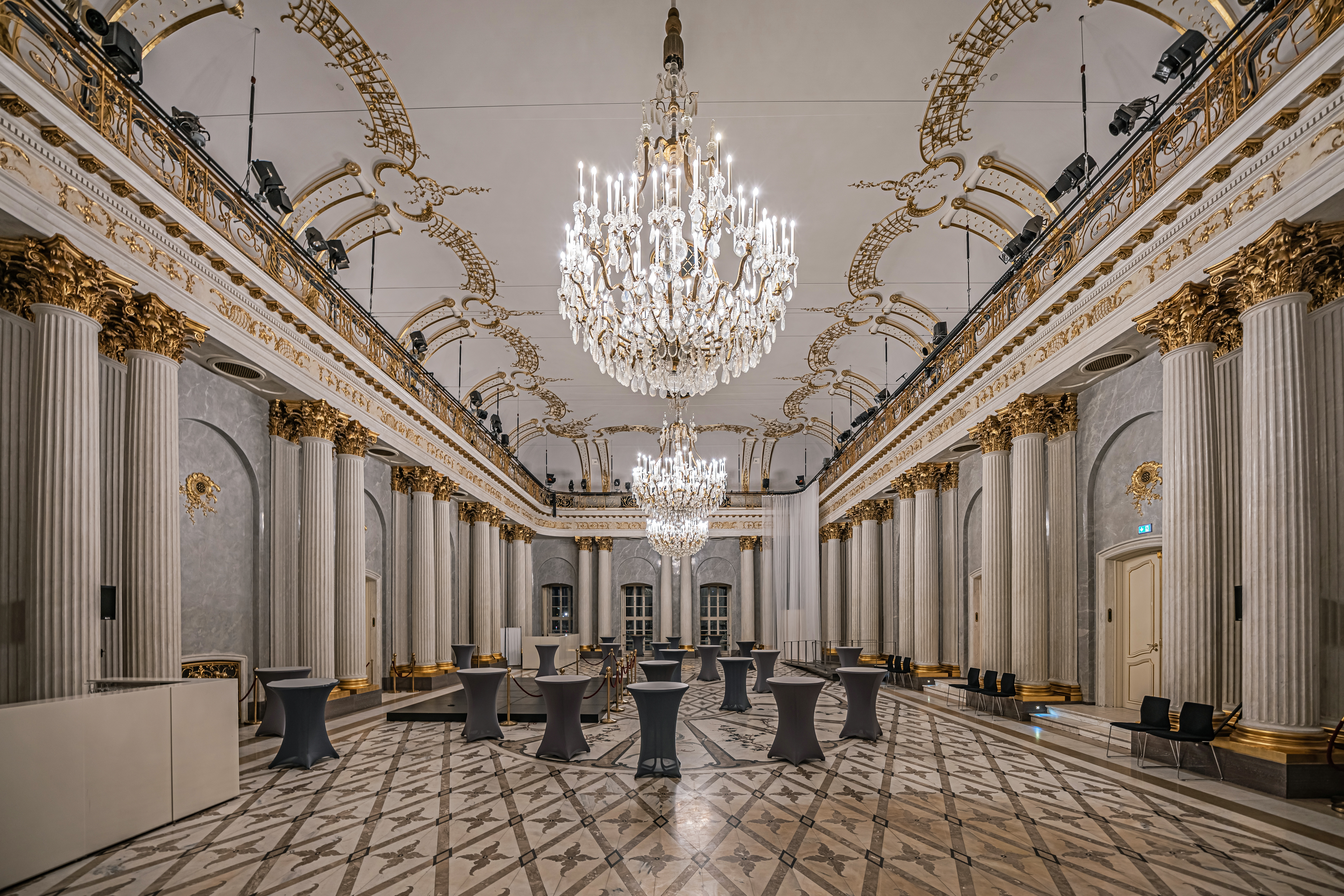
Apollosaal, 2021

Nach dem Fall der Mauer ergaben sich neue Perspektiven. Der Musiker Daniel Barenboim interessierte sich für die Staatsoper Unter den Linden. Während eines Gastspiels des Ensembles in Japan 1990 kam es zu einer ersten Begegnung und anschließend zu einem Vertrag mit ihm. Seit 1992 leitet er das Haus als künstlerischer Leiter; seit dem Jahr 2000, als Generalmusikdirektor auf Lebenszeit gewählt, auch die Staatskapelle Berlin. Um Verwechslungen mit der Deutschen Oper Berlin zu vermeiden, erhielt das Ensemble nach der deutschen Wiedervereinigung im Jahr 1990 den Namen Staatsoper Unter den Linden. Sowohl die Spielstätte als auch das Ensemble wurden und werden umgangssprachlich Lindenoper genannt. Der am 6. Dezember 1992 gegründete Verein der Freunde und Förderer der Staatsoper Unter den Linden e. V. unterstützt die Arbeit der Staatsoper finanziell und ideell. Zu seinen Gründungsmitgliedern gehören Hans-Dietrich Genscher, Friede Springer, Teddy Kollek und Henry Kissinger. Geschäftsführerin ist seit 2013 Anna Schwanhäußer, der Vorsitzende des Fördervereins ist der Manager Ulrich Maas. Seit 2004 bildet die Staatsoper Unter den Linden mit der Deutschen Oper, der Komischen Oper, dem Staatsballett und dem Bühnenservice die Stiftung Oper in Berlin.
Die nach der Jahrtausendwende anvisierte bauliche Sanierung der Lindenoper führte zunächst zu heftigen Kontroversen. Der von einer Jury prämierte Entwurf des Architekten Klaus Roth sah den Abriss des Paulick-Saals und eine Neugestaltung des Zuschauerraums vor. Proteste deutscher und internationaler Künstler erzwangen das Eingreifen von Klaus Wowereit, dem damaligen Regierenden Bürgermeister und Kultursenator in Personalunion. Die Sanierung wurde daraufhin Mitte 2008 neu ausgeschrieben; in den neuen Auflagen wurde eine stärkere Berücksichtigung des Denkmalschutzes gefordert, die Gestaltung des Innenraums müsse sich am Vorbild des Architekten Richard Paulick orientieren. So erhielt Anfang 2009 das Stuttgarter Architekturbüro HG Merz den Zuschlag für die Objektplanung mit der Auflage, den Paulicksaal zu erhalten.
Im Rahmen der Baumaßnahme sollten auch Verbesserungen der Akustik und der Sichtverhältnisse im Zuschauerraum erreicht werden. Das bisher baulich gegebene Klangbild des Zuschauerraumes war durch eine sehr geringe Raumresonanz bestimmt; seit den 1990er Jahren wurde daher eine elektronische Nachhallverlängerungsanlage genutzt. Mit dem Ziel, die Nachhallzeit ohne technische Unterstützung zu verlängern – ein Wunsch des damaligen Generalmusikdirektors Daniel Barenboim – wurde die Decke des Innenraumes um vier Meter angehoben, das Raumvolumen von 6500 auf 9500 m³ vergrößert, was von außen nicht zu sehen ist, denn die Kubatur des denkmalgeschützten Gebäudes blieb gemäß der denkmalpflegerischen Vorgaben erhalten. Die Überleitung zwischen der Rangzone und dem Plafond erfolgte optisch durch ein abstrahierendes Spalierwerk, das von den Treillagen-Dekoren des friderizianischen Rokoko inspiriert ist. Die baulichen Veränderungen erhöhten die Nachhallzeit von rund 1,1 auf 1,6 Sekunden. Das Ensemble zog für die Zeit der Sanierungsmaßnahmen in das Schillertheater an der Bismarckstraße in Charlottenburg um; der neue Spielort wurde am 3. Oktober 2010 mit der Uraufführung von Jens Joneleits Oper Metanoia eröffnet, bei der ursprünglich Christoph Schlingensief Regie führen sollte. Das Schillertheater – eigentlich eine Bühne für das Sprechtheater – war seit Januar 2009 renoviert und für die Bedürfnisse des Opernbetriebes vorbereitet worden. Veranstaltungen, die zuvor im Apollosaal des Opernhauses Unter den Linden durchgeführt wurden, fanden während der Sanierung entweder im Foyer des Schillertheaters, in der Werkstatt des Hauses, im Bode-Museum oder im Roten Rathaus statt.
Die Generalsanierung des Berliner Opernhauses kostete statt der ursprünglich veranschlagten 239 Millionen Euro schließlich 400 Millionen Euro und dauerte statt der anfänglich geplanten drei Jahre schließlich sieben Jahre. Am 3. Oktober 2017 wurde das sanierte Opernhaus, das 1356 Sitzplätze bietet, mit einer Inszenierung von Robert Schumanns Szenen aus Goethes Faust wiedereröffnet. Für die Inszenierung zeichneten Intendant Jürgen Flimm und Daniel Barenboim verantwortlich. Der offizielle Spielbetrieb wurde am 7. Dezember 2017 wieder aufgenommen. Seit der Spielzeit 2024/25 hat die Staatsoper Unter den Linden mit der Intendantin Elisabeth Sobotka und dem Generalmusikdirektor Christian Thielemann eine neue Leitung.

## Bedeutende Uraufführungen
- 07. Dezember 1742 (Eröffnung der Hofoper): Cleopatra e Cesare. Dramma per musica in 3 Akten. Libretto: Giovanni Gualberto Bottarelli. Musik: Carl Heinrich Graun
- 02. Dezember 1743: Artaserse. Dramma per musica in 3 Akten. Libretto: Pietro Metastasio. Musik: Carl Heinrich Graun
- 17. Januar 1746: Demofoonte, re di Tracia. Dramma per musica in 3 Akten. Libretto: Pietro Metastasio. Musik: Carl Heinrich Graun
- 06. Januar 1755: Montezuma. Tragedia per musica in 3 Akten. Libretto: Giampietro Tagliazucchi, Friedrich II. und Francesco Algarotti. Musik: Carl Heinrich Graun
- 06. Juli 1798: Die Geisterinsel. Dialog-Oper in 3 Akten. Libretto: Friedrich Wilhelm Gotter (nach Der Sturm von Shakespeare). Musik: Johann Friedrich Reichardt
- 31. März 1800: Lieb’ und Treu (Lieb’ und Frieden). Liederspiel in einem Akt. Libretto und Musik: Johann Friedrich Reichardt
- 30. März 1801: Jery und Bäteli. Singspiel in einem Akt. Libretto: Johann Wolfgang von Goethe. Musik: Johann Friedrich Reichardt
- 23. Mai 1825: Alcidor. Zauber-Oper mit Ballett in 3 Akten. Libretto: Emmanuel Théaulon und C. Nutty. Musik: Gaspare Spontini
- 12. Juni 1829: Agnes von Hohenstaufen. Große historisch-romantische Oper in 3 Akten. Libretto: Ernst Raupach. Musik: Gaspare Spontini
- 24. Mai 1833: Hans Heiling. Romantische Oper in einem Vorspiel und 3 Akten. Libretto: Eduard Devrient. Musik: Heinrich Marschner.  Mit Eduard Devrient (Hans Heiling)
- 07. Dez. 1844 (Wiedereröffnung der Lindenoper): Ein Feldlager in Schlesien. Singspiel in 3 Akten. Libretto: Eugène Scribe, deutsch von Ludwig Rellstab. Musik: Giacomo Meyerbeer
- 09. März 1849: Die lustigen Weiber von Windsor. Komisch-phantastische Oper in 3 Akten. Libretto: Salomon Hermann Mosenthal (nach der gleichnamigen Komödie von Shakespeare). Musik: Otto Nicolai. Dirigent: Otto Nicolai
- 11. Oktober 1878: Ekkehard. Oper in 5 Akten.  (nach Joseph Victor von Scheffel). Musik: Johann Joseph Abert
- 04. Mai 1895: Der Evangelimann. Musikalisches Schauspiel in 2 Aufzügen. Libretto und Musik: Wilhelm Kienzl. Dirigent: Karl Muck
- 21. März 1899: Regina. Oper in 3 Akten. Libretto und Musik: Albert Lortzing
- 09. April 1902: Der Wald. Musikdrama in einem Akt mit Prolog und Epilog. Libretto: Henry Brewster und Ethel Smyth. Musik: Ethel Smyth
- 13. Dezember 1904: Der Roland von Berlin. Historisches Drama in 4 Akten. Libretto: Georg Droescher und Ruggero Leoncavallo (nach dem gleichnamigen Roman von Willibald Alexis). Musik: Ruggero Leoncavallo
- 19. Dezember 1922: Fredigundis. Oper in 3 Akten (5 Szenen). Libretto: Bruno Warden und Ignaz Michael Welleminsky (nach dem gleichnamigen Roman von Felix Dahn). Musik: Franz Schmidt
- 21. Oktober 1924: Die Zwingburg. Szenische Kantate in einem Akt. Libretto: Fritz Demuth und Franz Werfel. Musik: Ernst Krenek. Dirigent: Erich Kleiber
- 14. Dezember 1925: Wozzeck. Oper in 3 Akten (15 Bildern). Libretto (nach dem gleichnamigen Stück von Georg Büchner) und Musik: Alban Berg. Dirigent: Erich Kleiber
- 10. Dezember 1928: Der singende Teufel. Oper in 4 Akten. Libretto und Musik: Franz Schreker. Dirigent: Erich Kleiber
- 05. Mai 1930: Christophe Colomb (Christoph Kolumbus). Oper in 2 Akten (27 Bildern). Libretto: Paul Claudel. Musik: Darius Milhaud. Dirigent: Erich Kleiber
- 12. November 1931: Das Herz. Drama für Musik in 3 Akten (4 Bildern). Libretto: Hans Mahner-Mons. Musik: Hans Pfitzner. Dirigent: Wilhelm Furtwängler
- 30. November 1934: Symphonische Stücke aus Lulu. von Alban Berg (Libretto nach Frank Wedekind). Dirigent: Erich Kleiber
- 14. März 1935: Der Prinz von Homburg. Oper in 4 Akten. Libretto (nach dem gleichnamigen Stück von Kleist) und Musik: Paul Graener
- 31. Dezember 1935: Die große Sünderin. Heitere Oper. Libretto: Katharina Stoll und Hermann Roemmer. Musik: Eduard Künneke
- 12. Mai 1938: Schneider Wibbel. Oper in 4 Akten. Libretto: Hans Müller-Schlösser. Musik: Mark Lothar
- 24. November 1938: Peer Gynt. Oper in 3 Akten (9 Bildern). Libretto (nach dem gleichnamigen Stück von Henrik Ibsen) und Musik: Werner Egk. Dirigent: Werner Egk
- 28. Januar 1939: Die Bürger von Calais. Oper in 3 Akten. Libretto: Caspar Neher. Musik: Rudolf Wagner-Régeny. Dirigent: Herbert von Karajan
- 11. November 1949: Don Quixote. Ballett. Libretto: Tatjana Gsovsky. Musik: Leo Spies
- 17. März / 12. Oktober 1951: Die Verurteilung des Lukullus. Oper in 12 Szenen. Libretto: Bertolt Brecht. Musik: Paul Dessau. Dirigent: Hermann Scherchen
- 15. November 1966: Puntila. Oper in 13 Szenen, Prolog und Epilog. Libretto: Peter Palitzsch / Manfred Wekwerth (nach Herr Puntila und sein Knecht Matti. von Bertolt Brecht). Musik: Paul Dessau. Dirigent: Paul Dessau
- 19. Dezember 1969: Lanzelot. Oper in 15 Bildern. Libretto: Heiner Müller und Ginka Čolakova. Musik: Paul Dessau. Dirigent: Herbert Kegel, Regie: Ruth Berghaus
- 02. Oktober 1971: Karin Lenz. Oper in 10 Bildern. Libretto: Erik Neutsch. Musik: Günter Kochan. Dirigent: Heinz Fricke, Regie: Erhard Fischer
- 16. Februar 1974: Einstein. Oper in einem Prolog, 3 Akten, 2 Intermezzi und einem Epilog. Libretto: Karl Mickel. Musik: Paul Dessau. Dirigent: Otmar Suitner, Regie: Ruth Berghaus. Mit Theo Adam (Einstein), Peter Schreier (Junger Physiker)
- 21. Dezember 1974: Sabellicus – Eine Faustoper. Libretto und Musik: Rainer Kunad. Dirigent: Wolfgang Rennert, Regie: Harry Kupfer. Mit Karl-Heinz Stryczek in der Titelrolle, Heinz Reeh, Edda Schaller, Carolyn Smith-Meyer, Werner Haseleu, Günter Kurth und Fritz Hübner
- 27. Februar 1977 (Apollosaal): R. Hot bzw. Die Hitze. Opernfantasie in über einhundert dramatischen, komischen, phantastischen Posen. Libretto: Thomas Körner (nach Der Engländer. von Jakob Michael Reinhold Lenz). Musik: Friedrich Goldmann. Dirigent: Friedrich Goldmann, Co-Dirigent: Wolfgang Hafermalz, Regie: Peter Konwitschny
- 24. November 1979: Leonce und Lena. Oper in einem Prolog und 2 Akten. Libretto: Thomas Körner (nach dem gleichnamigen Lustspiel von Georg Büchner). Musik: Paul Dessau. Dirigent: Otmar Suitner, Regie: Ruth Berghaus
- 14. Juli 1989: Graf Mirabeau. Oper in 2 Akten. Libretto und Musik: Siegfried Matthus. Dirigent: Heinz Fricke, Regie: Erhard Fischer
- 16. September 1999: What next? Oper in einem Akt. Libretto: Paul Griffiths. Musik: Elliott Carter. Dirigent: Daniel Barenboim, Regie: Nicolas Brieger
- 23. Juni 2005: Chief Joseph. Musikalisches Theater in 3 Akten. Libretto und Musik: Hans Zender. Dirigent: Johannes Kalitzke, Regie: Peter Mussbach
- 06. September 2007: Phaedra. Konzertoper in 2 Teilen (9 Bildern). Libretto: Christian Lehnert. Musik: Hans Werner Henze. Dirigent: Michael Boder, Regie: Peter Mussbach
- 16. Juni 2008: Hölderlin. Eine Expedition. Libretto: Peter Mussbach. Musik: Peter Ruzicka. Dirigent: Peter Ruzicka, Regie: Torsten Fischer

## Künstlerische und musikalische Leiter, Generalmusikdirektoren

### Generalmusikdirektoren bis 1918
- 1786–1790: Johann Christian Frischmuth, Hofkapellmeister
- 1787–1796: Karl Bernhard Wessely, Hofkapellmeister
- 1792–1821: Bernhard Anselm Weber, Hofkapellmeister
- 1816–1818: Joseph Augustin Gürrlich, Hofkapellmeister
- 1816–1822: Bernhard Romberg, Hofkapellmeister
- 1820–1841: Gaspare Spontini, Generalmusikdirektor
- 1842–1851: Giacomo Meyerbeer, Generalmusikdirektor
- 1845–1868: Wilhelm Taubert, Hofkapellmeister
- 1848–1849: Otto Nicolai, Hofkapellmeister
- 1871–1881: Robert Radecke, Hofkapellmeister
- 1908–1912: Karl Muck, ab 1892 Hofkapellmeister, ab 1908 Generalmusikdirektor
- 1908–1918: Richard Strauss, ab 1898 1. Hofkapellmeister, ab 1908 Generalmusikdirektor
- 1913–1918: Leo Blech, ab 1906 Hofkapellmeister, ab 1913 Generalmusikdirektor

### Musikalische Leiter ab 1918
- 1918–1923: Leo Blech
- 1923–1934: Erich Kleiber
- 1934–1935: Wilhelm Furtwängler
- 1935–1936: Clemens Krauss

Ab 1936 gab es unter dem Intendanten Heinz Tietjen mehrere ständige Dirigenten mit unterschiedlich großem Einfluss:
- 1933–1945: Robert Heger
- 1935–1938: Werner Egk
- 1935–1936: Hans Swarowsky
- 1935–1949: Johannes Schüler
- 1938–1942: Karl Elmendorff
- 1939–1945: Herbert von Karajan – erste Stereo-Aufnahme
- 1940–1942: Paul van Kempen

Nach dem Zweiten Weltkrieg gab es verschiedene Chefdirigenten:
- 1945–1946: Karl Schmidt
- 1938–1951: Joseph Keilberth, Leopold Ludwig, Karl Fischer
- 1950–1951: Arnold Quennet, Hans Lowlein
- 1951–1953: Karl-Egon Gluckselig
- 1951–1954: Walter Lutze
- 1954–1955: Erich Kleiber – Generalmusikdirektor
- 1955–1962: Franz Konwitschny, Lovro von Matačić, Horst Stein
- 1961–1992: Heinz Fricke – Generalmusikdirektor
- 1961–1973: Heinz Rögner – Ständiger Dirigent
- 1962: 00000Helmut Seydelmann – Generalmusikdirektor
- 1964–1990: Otmar Suitner[29]
- 1984–2023: Siegfried Kurz – Ständiger Dirigent
- 1992–2023: Daniel Barenboim – Generalmusikdirektor (zudem Künstlerischer Leiter bis 2002)
- seit 2024:00Christian Thielemann – Generalmusikdirektor

## Intendanten und Dirigenten

### Intendanten und Dirigenten bis 1918
- 1743: 00000Baron von Götter und Ernst Maximilian, Baron von Reist Sweerts (sonst der Baron de Schwertz genannt)[30]
- 1742–1759: Carl Heinrich Graun
- 1775–1794: Johann Friedrich Reichardt
- 1796–1814: August Wilhelm Iffland – erster Generaldirektor der Königlichen Schauspiele
- 1815–1828: Carl von Brühl – der erste offiziell als Intendant bezeichnete Leiter der Königlichen Oper
- 1819–1841: Gaspare Spontini – Generalmusikdirektor
- 1842–1846: Giacomo Meyerbeer – Generalmusikdirektor, Felix Mendelssohn Bartholdy (Dirigent der Sinfoniekonzerte)
- 1847–1850: Karl Theodor von Küstner (Generalintendant), Wilhelm Taubert, Otto Nicolai (Dirigenten)
- 1851–1886: Botho von Hülsen (Generalintendant)
- 1886–1903: Bolko von Hochberg
- 1903–1918: Georg von Hülsen-Haeseler

### Intendanten ab 1918
- 1918–1919: Richard Strauss / Georg Droescher
- 1919–1925: Max von Schillings
- 1925–1945: Heinz Tietjen
- 1945–1952: Ernst Legal
- 1952–1954: Heinrich Allmeroth
- 1954–1963: Max Burghardt
- 1963–1984: Hans Pischner
- 1984–1991: Günter Rimkus
- 1992–2003: Georg Quander
- 2003–2008: Peter Mussbach
- 2008–2009: Ronald Adler (kommissarisch)
- 2010–2018: Jürgen Flimm
- 2018–2024: Matthias Schulz
- seit 2024:00Elisabeth Sobotka[31]

## Künstlerisches Profil
- Die eigene Balletcompagnie wurde im Zuge der Stiftungsgründung mit dem Ballett der Deutschen Oper fusioniert. Seit 2004 tritt das Staatsballett Berlin mit Vorstellungen an allen Berliner Opernhäusern auf.[32][33]
- Produktionen sind unter anderem ein Zyklus mit sämtlichen Sinfonien und Klavierkonzerten Beethovens mit Daniel Barenboim als Solist/Dirigent;[34] ein zehnteiliger Wagner-Zyklus zu den Festtagen 2002 (weltweit erste Aufführung der zehn Hauptwerke Wagners unter derselben musikalischen Leitung, Regie Harry Kupfer und Bühnenbild Hans Schavernoch) innerhalb zweier Wochen, zyklische Aufführungen der neun Mahler-Sinfonien in Berlin, Wien und New York, zyklische Aufführungen aller Bruckner-Sinfonien in Berlin, Wien und Tokio sowie die komplette Einspielung derselben; alles unter dem Dirigat von Daniel Barenboim. Eine Ergänzung des Programms des Hauses bilden Aufführung von Barockopern wie Cleopatra e Cesare, Croesus, L’opera seria und Griselda unter der Leitung des Barock-Spezialisten René Jacobs mit unterschiedlichen Gast-Orchesterensembles auf historischen Instrumenten.[35]

## Gastspiele
Auswahl von Gastspielen der Staatsoper:
- 1954: Paris
- 1958: Ballett in Turin, Bologna, Neapel, Venedig, Orchester in Moskau und Leningrad
- 1959: Prag (zum Prager Frühling)
- 1960: Orchester in Kopenhagen
- 1964: Helsinki
- 1965: Orchester und Ballett in Warschau, Zagreb
- 1966: Festival de Lausanne, Orchester in Innsbruck und Wien
- 1967: Kopenhagen, Orchester zum Prager Frühling, Drottningholm (Schweden), XI. Warschauer Herbst, Orchester in Nottingham, Leeds, Sunderland, Newcastle, Huddersfield, Bristol, London, Hastings
- 1968: XXIII. Festival International de Lausanne, Wiener Festwochen, XXXI. Maggio Musicale Fiorentino, Florenz, Budapest
- 1969: Kairo (Tausendjahrfeier), Helsinki, Moskau
- 1970: Versailles, Sofia, Ljubljana
- 1971: Mailand
- 1972: XXVII. Festival de Lausanne, Prager Frühling
- 1973: Paris, Wien, Orchester zum XXI. Festival di Ravello, Warschau
- 1974: Madrid zum XI. Festival de la Opera, XXVIII. Festival International de Lausanne, Orchester zu den Sofioter Musikwochen, Bukarest, Ballett in Krusevo und Belgrad
- 1975: Bratislava
- 1976: Florenz, Orchester in Ravello
- 1977: Tokio, Yokohama, Sapporo, Niigata, Osaka, Nagoya, Fukuyama, Orchester zum Internationalen Brucknerfest in Linz, Stockholm
- 1978: Orchester zum XXXIII. Festival de Lyon, Orchester in Lausanne und Basel, Orchester in Tokio, Maebashi, Takeo, Oita, Kajoshima, Nagoya, Otsu, Kochi, Osaka, Sendai, Koriyama, Akita
- 1979: Kulturtage der DDR in Moskau, Bukarest, Brasov
- 1980: Tokio, Yokohama, Osaka, Nagoya, Madrid, Warschau, Lodz
- 1981: Bologna, Orchester in Matsudo, Tokio, Nagoya, Kumamoto, Shimonoseki, Oita, Toyoma, Hamamatsu, Yokohama, Ballett in Madrid und Granada, Graz
- 1982: Ravello und Macerata, Bratislava, Orchester in Parma, Reggio Emilia, Ravenna, Modena, Bologna, Ferrara, Carpi, Perugia, Bobigny (Frankreich)
- 1983: Paris, Tokio, Yokohama, Nagoya, Omi-Hachiman, Osaka, Fukuoka, Athen, Orchester in Bratislava
- 1984: Orchester in Yokohama, Tokio, Osaka, Kagoshima, Kitakyushu, Matshyama, Takayama, Kanazawa, Urawa, Shizuoka, Wakayama, Tendo, Akito, Sapporo, Matsudo, Nagoya, Maebashi
- 1985: Orchester in Newcastle, Middlesbrough, Northampton, Cardiff, Nottingham, Leeds, Warwick, Leicester, London, Portsmouth, Sheffield, Halifax, Neapel
- 1986: Alma Ata, Budapest, Gran Canaria und Teneriffa, Orchester in Australien und Neuseeland: Perth, Margaret River, Melbourne, Sidney, Penrith, Brisbane, Wellington, Zürich, Ballett in Breslau, Ballett in Limasoll (Zypern) und Athen bzw. Larisa (Griechenland)
- 1987: Orchester in Sofia, Burgas und Varna
- 1988: Ballett in Moskau, Prag und Bratislava
- 1989: Orchester in Paris
- 1988: Japan
- 1990: Spanien, Japan
- 1993: Orchester in Linz
- 1994: Wiener Festwochen, Orchester zu den Luzerner Festwochen
- 1995: Jerusalem, Argentinien, Brasilien, Salzburger Festspiele
- 1996/1997: Paris
- 1997: Japan
- 2000: USA, Spanien
- 2001: Spanien
- 2002: Spanien, Japan
- 2003: Spanien
- 2007: Japan
- 2011: Abu Dhabi
- 2013: Rumänien, Russland
- 2014: Wien
- 2015: London, Paris, Basel, München, Spanien
- 2016: Shanghai, Japan (Tokyo, Osaka, Hiroshima, Kanazawa), Prag, Paris, London, Luzern
- 2017: Dresden, Paris, New York, Wien
- 2018: Wien, Salzburg, Paris, Buenos Aires